# Irving Caesar
Irving Caesar (Nueva York, Estados Unidos, 4 de julio de 1895-Nueva York, Estados Unidos, 18 de  diciembre de 1996) fue un letrista y compositor de teatro y musical del Tin Pan Alley que escribió letras de trascendentes canciones como Swanee, Sometimes I'm Happy, Crazy Rhythm o Tea for Two, este último uno de los temas más grabados jamás escritos.  Fue incluido en el prestigioso Salón de la Fama de los Compositores.
Su hermano mayor, Arthur Caesar fue un guionista de Hollywood de primera línea. Los hermanos Caesar pasaron su infancia y adolescencia en Yorkville, el mismo barrio de Manhattan en el que vivían los Hermanos Marx.  De hecho durante su infancia, se conocían.  
Los hermanos Caesar se educaron en el Instituto Chappaqua de Nueva York.
De entre multitud de artistas, fue también colaborador de George Gershwin elaborando libretos para sus musicales de Broadway y compartiendo autoría de varias obras.  Aún hoy en día se utilizan sus canciones y arreglos de las mismas en numerosas obras cinematográficas, de televisión y teatro.

## Selección de trabajos para Broadway
- La La Lucille (1919) - letras adicionales
- Kissing Time (1920) - adaptación de una versión anterior de esta musical - coletrista
- Pins and Needles (1922) - revista - coletrista
- The Greenwich Village Follies of 1922 (1922) - revista - coletrista and coguionista
- The Greenwich Village Follies of 1923 (1923) - revista - coletrista
- The Greenwich Village Follies of 1924 (1924) - revista - coletrista
- Betty Lee (1924) - coletrista
- No, No, Nanette (1925) - coletrista
- Charlot Revue (1925) - revista - letrista de las canciones Gigolette y A Cup of Coffee, a Sandwich and You
- Sweetheart Time (1926) - coletrista
- Ziegfeld's Revue No Foolin' (1926) - revista - coletrista
- Betsy (1926) - coescritor
- Talk About Girls (1927) - letrista
- Yes, Yes, Yvette (1927) - autor de la historia
- Here's Howe (1928) - letrista
- Americana of 1928 (1928) - revista - coletrista
- Polly (1929) - cocompositor y coletrista
- George White's Scandals of 1929 (1929) - revista - cocompositor y coletrista
- Ripples (1930) - coletrista
- Nina Rosa (1930) - letrista
- The Wonder Bar (1931) - Obra de teatro - codramaturgo/adaptador del original al alemán
- George White's Scandals of 1931 (1931) - revista - coescritor
- George White's Music Hall Varieties of 1932 (1932) - revista - cocompositor y letrista
- Melody (1933) - letrista
- Shady Lady (1933) - revisor
- Continental Varieties (1934) - revista - guionista de los diálogos
- La posada del Caballito Blanco - The White Horse Inn (1936) - letrista de la versión en inglés
- My Dear Public (1943) - cocompositor, coletrista, and coescritor

Trabajos tras su retiro:
- The American Dance Machine (1978) - revista coreográfica - letrista invitado
- Up in One (1979) - revista - compositor invitado
- Big Deal (1986) - letrista invitado para la versión en inglés de la canción Just a Gigolo
- Sally Marr...and her escorts (1994) - Obra de teatro - letrista invitado para Tea for Two